# Іспансько-португальська війна (1735—1737)
Іспансько-португальська війна 1735—1737 років — військовий конфлікт XVIII століття в Південній Америці, що виник через розмежування колоніальних володінь Іспанії та Португалії.

## Передумови
Поки Іспанія переймалась військовими діями в Італії під час війни за польську спадщину, відновились іспансько-португальські сутички через малонаселені провінції на кордоні Колоніальної Бразилії й іспанського губернаторства Ріо-де-ла-Плата. Заснована там у XVII столітті португальська колонія Сакраменто була 1705 року завойована Іспанією, втім за Утрехтським договором 1713 року повернулась до Португалії.
Щоб протистояти розширенню португальських володінь, генерал-капітан Ріо-де-ла-Плати Бруно Маурісіо де Забала 24 грудня 1726 року заснував місто Монтевідео. В березні 1734 новий генерал-капітан Мігель де Сальседо отримав наказ з Мадрида обмежити сферу впливу Сакраменто дальністю польоту гарматного ядра. Де Сальседо надіслав до Сакраменто ультиматум португальському губернатору колонії, на який португальці не звернули особливої уваги. На початку наступного року відносини між Іспанією та Португалією загострились, й іспанці захопили кілька португальських суден, що йшли до Сакраменто.
19 квітня 1735 року після образи, завданої іспанському посланцю в Лісабоні, Іспанія оголосила Португалії війну, яка в Південній Америці мала локальний характер за участі кількох тисяч осіб з кожної сторони.

## Перебіг бойових дій
Влітку 1735 року з загоном у 2000 осіб іспанців і 4000 місцевих індіанців Мігель де Сальседо повільно вирушив у бік Сакраменто, грабуючи дорогою португальські поселення. 14 жовтня 1735 року іспанці взяли в облогу центр ворожої колонії. До того часу губернатор колонії Васконселос підготував оборону й відрядив гінця до Ріо-де-Жанейро по допомогу. 6 січня до міста прибула португальська ескадра, що полегшила долю тих, хто перебував під облогою.
1736 року до місця конфлікту з Іспанії та Португалії було спрямовано кілька флотилій, між якими відбулись низка морських боїв зі сприятливим для Португалії результатом. 6 вересня 1736 року Португалія навіть спробувала організувати атаку на Монтевідео, втім оскільки Сальседо відрядив туди в якості підкріплення 200 вояків, португальці відмовились від свого задуму.
16 березня 1737 року за посередництва Франції, Великої Британії й Нідерландів, було підписано мирний договір. У вересні було знято облогу Сакраменто, а Мігель де Сальседо повернувся в Буенос-Айрес.

## Результат
Результат військових дій підтвердив дедалі більше відставання Іспанської імперії у військово-економічній галузі.